# Marcel Popescu (astronom)
Marcel Popescu (n. 1983) este un astronom român, specialist în spectroscopia asteroizilor și activează la Institutul Astronomic al Academiei Române din București. Are contribuții deosebite în caracterizarea  spectrală a asteroizilor din apropierea Pământului și în modelarea lor mineralogică.

## Onoruri
În onoarea lui Marcel Popescu, asteroidul care primise denumirea provizorie 1985 PC, descoperit  la 14 august 1985 de astronomul american E. Bowell, la Anderson Mesa, a primit, la 12 iunie 2014, numele astronomului român: 22281 Popescu.